# Associação Desportiva Bahia de Feira
L'Associação Desportiva Bahia de Feira, noto anche semplicemente come Bahia de Feira, è una società calcistica brasiliana con sede nella città di Feira de Santana, nello stato di Bahia.

## Storia
Il club è stato fondato il 2 luglio 1937. Il Bahia de Feira ha vinto il Campeonato Baiano Segunda Divisão nel 1982, nel 1986, e nel 2009. Ha vinto il Campionato Baiano nel 2011, dopo aver sconfitto il Vitória in finale. Il Bahia de Feira ha partecipato al Campeonato Brasileiro Série D nel 2011, dove è stato eliminato alla prima fase.

## Palmarès

### Competizioni statali
- Campionato Baiano: 1

2011
- Campeonato Baiano Segunda Divisão: 3

1982, 1986, 2009